# Silla Grand Prix

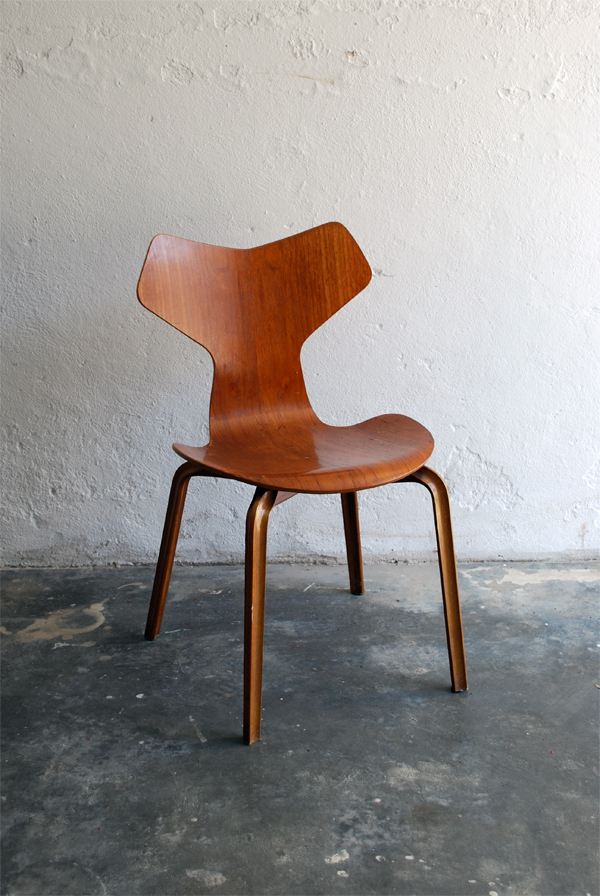
Grand Prix silla con las piernas de madera originales.

Grand Prix es el nombre de una silla apilable de madera contrachapada, diseñada por el arquitecto y diseñador danés Arne Jacobsen en 1957 y presentada en la Exposición de Primavera de las artes y la artesanía danesa en el Museo Danés de Arte y Diseño en Copenhague.
Originalmente conocida como el modelo de 3130, pasó a llamarse después de que ganó el Gran Premio en el XI. Triennale di Milano en 1957. Su construcción y diseño en su mayoría es similar al Silla Modelo 3107, que Jacobsen diseñó 1955, pero presentó a cuatro patas de madera. La silla es producida por Fritz Hansen de haya o teca. Las patas de madera, más tarde fueron sustituidas por la estructura de metal utilizada en el 3107s, con el que también comparte la forma de la mitad inferior de la cáscara.
La superficie de la cáscara es barnizada, pintada o acabada con tela o cuero. Las medidas son 50 cm de ancho, 52 cm de profundidad y con una altura de asiento de 44 cm, con un total de 78 cm de alto.